# Gaoulé
Gaoulé est un mot martiniquais désignant un chahut, une revendication musclée, voire une rébellion particulièrement orientée contre un monopole de la France sur les Antilles Françaises. 
Le mot désigne un événement de l'histoire de la Martinique qui s'est principalement déroulé au Diamant en 1717.

## Histoire
En 1717, le gouverneur de la Varenne et son intendant, émissaires du régent, arrivent sur l'île. Ils viennent interdire la création de nouvelles sucreries et le commerce du sucre avec les îles voisines.
Le 17 mai 1717, le gouverneur et l’intendant sont invités à un banquet dans une habitation du Diamant, l'habitation Bourgeot, actuelle « O'Mullane ». Cette initiative est due au propriétaire Etienne Bourgeot, riche planteur sucrier et son épouse. Des colons, avec à leur tête les colonels François Samuel Le Vassor de la Touche et Jean du Buc de L'Etang, dit Dubuc-l’Etang, font irruption et se saisirent des deux personnalités.
Les colons les y séquestrent avant de les emmener à l'habitation Anse Latouche, au nord de l'île, où ils les déposent de force dans un navire pour la France.
Dans les parlers populaires, cahouler ou gahouler, exprime la même idée que chuchoter. Passé dans le créole, avec le sens de danse, de débordements licencieux. Ce terme a été appliqué à la révolte de 1717 parce qu’il est rappelé dans un rapport officiel qu’un esclave aurait dit que les Blancs faisaient un gaoulé comme les Nègres.
Il n'y aurait pas eu de suite.

## La maison du Gaoulé
La maison du Gaoulé est au cœur d'une propriété située sur la commune du Diamant. Elle porte le nom d'habitation O'Mullane. Elle a une vue magnifique sur le célèbre rocher. Le lieu est à usage privé.

## L'affaire dite du Gaoulet
Il s'agit d'une révolte d'esclaves qui a eu lieu en Martinique en 1710 et qui s'est soldée par une répression sanguinaire : 17 condamnations à mort et 11 condamnations à la torture d’une cruauté choquante. 

## Littérature
- Gérard Pouhayaux, Le gaoulè, une révolte à la Martinique sous la Régence, présentation par Miriam Cendrars, édition l'Harmattan, roman historique, mars 2007
- Myriam Cottias. "L’affaire dite du Gaoulet de 1710. Entre chasses aux esclaves et interconnexions séditieuses " dans Voix d’esclaves, Dominique ROGERS (dir), aux éditions Karthala en 2017.
- "Code Noir, les révoltés du Gaoulet", fiction sonore en 6 épisodes, Initial Studio, France Télévisions, Portail des Outre-Mers.